# Pherhombus antennalis
Pherhombus antennalis är en stekelart som beskrevs av Dmitriy R. Kasparyan 1988. Pherhombus antennalis ingår i släktet Pherhombus och familjen brokparasitsteklar. Inga underarter finns listade i Catalogue of Life.